# Blåklockssläktet
Blåklockssläktet (Campanula, latin för "liten klocka") är ett växtsläkte i familjen klockväxter (Campanulaceae) som ursprungligen kommer från norra halvklotets tempererade områden.

## Beskrivning
Släktets arter är ettåriga till fleråriga örter med kal eller hårig stjälk. Bladen sitter strödda längs stjälken och har en lansettlik till hjärtlik form.
Blomkronan är klocklik, femtalig, grunt eller djupt flikad, och färgen är vanligtvis blå eller violett, ibland vit. Antalet ståndare är fem. Pistill och stift sitter i mitten och stiftets märke är treflikigt eller femflikigt. Foderbladen är trekantiga eller syllika. Blommans ofta hängande och klocklika form skyddar pistillen, med märke och pollen, mot regn som annars skulle kunna skada det.
I en utslagen blomma ses lätt pistillen med stift, men endast skrynkliga rester av fem ståndare. Om man öppnar en blomma i knoppstadiet får man förklaringen. Här ses fem ståndare, alla på höjdpunkten av sin blomning, och deras knappar är tätt förenade kring stiftet. På stiftets yta avsätter sig knapparnas pollen, och ser man på den utslagna blomman sitter det kvar, så att den första insekt som besöker blomman pudras av det och bortför det. Snart ses små flikar i pistillens spets, det är pistillens märken. Detta förlopp, när ståndarna mognar tidigare än pistillen, kallas proterandri.
Frukten är en kapsel, ofta hängande, men ibland mer upprätt, som innehåller talrika frön. Sådana fröhus får ofta vid sin mognad en torr och hård yttervägg. Kapseln måste därför öppna sig för fröspridningens skull, när fröna mognat. Hos blåklockor öppnar sig kapseln med tre eller fem hål, ett för varje rum i kapseln.
På hängande kapslar öppnas hålen vid basen på kapseln, alltså dess uppåtvända del, nära skaftet på den hängande frukten. Detta för att inte alla fröna i en hängande kapsel ska falla ut handlöst, när ytterväggens hål öppnar sig. Detta gör att fröna kommer ut endast när frukten skakas, och den saken ombesörjer vinden. Sådana fröhus innehåller ofta mycket små och lätta frön, lämpade för att utskakas utan svårighet, och ofta så formade att de av blåsten kan bortföras ett stycke. På upprätta kapslar öppnas hål upptill.
Fröna är till formen ovala och platta och har ibland en smal vingkant.

## Dottertaxa till Blåklockor, i alfabetisk ordning[2]
- Campanula acutiloba
- Campanula afganica
- Campanula afra
- Campanula aghrica
- Campanula aizoides
- Campanula aizoon
- Campanula ajugifolia
- Campanula akguelii
- Campanula akhdarensis
- Campanula alaskana
- Campanula alata
- Campanula albanica
- Campanula aldanensis
- Hjärtklocka
- Provenceklocka
- Campanula alphonsii
- Campanula alpina
- Campanula alsinoides
- Campanula amasia
- Amerikansk blåklocka
- Campanula amorgina
- Campanula anchusiflora
- Campanula andina
- Campanula andrewsii
- Campanula angustiflora
- Campanula antalyensis
- Campanula antilibanotica
- Sumpklocka
- Campanula argentea
- Campanula argyrotricha
- Campanula ariana
- Campanula aristata
- Campanula armena
- Baskisk blåklocka
- Campanula asperuloides
- Campanula atlantis
- Campanula aurita
- Campanula austroxinjiangensis
- Campanula autraniana
- Campanula axillaris
- Campanula baborensis
- Campanula balfourii
- Skäggklocka
- Campanula baumgartenii
- Campanula bayerniana
- Tuvklocka
- Campanula bertolae
- Campanula betonicifolia
- Björkklocka
- Campanula bipinnatifida
- Campanula bluemelii
- Campanula bohemica
- Bolognerklocka
- Campanula bordesiana
- Campanula bornmuelleri
- Campanula bravensis
- Campanula broussonetiana
- Campanula buseri
- Campanula cabezudoi
- Campanula calaminthifolia
- Campanula calcarata
- Campanula calcicola
- Campanula californica
- Campanula calycialata
- Campanula camptoclada
- Campanula cana
- Campanula candida
- Campanula cantabrica
- Campanula carnica
- Campanula carpatha
- Karpaterklocka
- Kashmirklocka
- Campanula caucasica
- Campanula celsii
- Campanula cenisia
- Skogsklocka
- Campanula cespitosa
- Campanula chevalieri
- Campanula chinensis
- Campanula choruhensis
- Campanula chrysosplenifolia
- Campanula ciliata
- Dvärgklocka
- Kaukasisk klocka
- Campanula columnaris
- Campanula comosiformis
- Campanula conferta
- Campanula constantini
- Campanula coriacea
- Campanula cottia
- Campanula crassipes
- Campanula crenulata
- Campanula cretica
- Campanula creutzburgii
- Campanula crispa
- Campanula cymaea
- Campanula cymbalaria
- Campanula daghestanica
- Campanula damascena
- Campanula damboldtiana
- Campanula dasyantha
- Campanula davisii
- Campanula decumbens
- Campanula delavayi
- Campanula delicatula
- Campanula demirsoyi
- Campanula dichotoma
- Campanula dieckii
- Campanula digenea
- Campanula dimorphantha
- Campanula divaricata
- Campanula dolomitica
- Turkklocka
- Campanula dulcis
- Campanula dzaaku
- Campanula dzyschrica
- Campanula edulis
- Campanula ekimiana
- Piemontklocka
- Campanula elatinoides
- Campanula embergeri
- Campanula engurensis
- Pytteklocka
- Campanula escalerae
- Campanula euboica
- Campanula euclasta
- Campanula eugeniae
- Nyckelhålsklocka
- Campanula exigua
- Campanula expansa
- Campanula fastigiata
- Campanula fenestrellata
- Campanula ficarioides
- Campanula filicaulis
- Campanula flaccidula
- Campanula floridana
- Campanula foliosa
- Campanula formanekiana
- Campanula forsythii
- Ampelklocka
- Campanula fritschii
- Campanula fruticulosa
- Campanula gansuensis
- Italiensk klocka
- Campanula gentilis
- Campanula giesekiana
- Campanula gilliatii
- Campanula gisleri
- Toppklocka
- Campanula glomeratiformis
- Campanula glomeratoides
- Campanula goulimyi
- Campanula gracillima
- Campanula grandis
- Campanula griffinii
- Campanula grossekii
- Campanula guinochetii
- Campanula hagielia
- Campanula haradjanii
- Campanula hawkinsiana
- Campanula hedgei
- Campanula hercegovina
- Campanula hermannii
- Campanula herminii
- Campanula heterophylla
- Campanula hieracioides
- Campanula hierapetrae
- Campanula hierosolymitana
- Campanula hispanica
- Campanula hissarica
- Campanula hofmannii
- Campanula humillima
- Campanula hypopolia
- Campanula hystricula
- Campanula iconia
- Campanula immodesta
- Campanula incanescens
- Campanula incurva
- Campanula intercedens
- Campanula involucrata
- Campanula isaurica
- Campanula iserana
- Rivieraklocka
- Campanula jacobaea
- Campanula jacquinii
- Campanula jadvigae
- Campanula jaubertiana
- Campanula jordanovii
- Campanula jurjurensis
- Campanula justiniana
- Campanula kachethica
- Campanula kantschavelii
- Campanula karadjana
- Campanula kastellorizana
- Campanula keniensis
- Campanula kermanica
- Campanula khorasanica
- Campanula kiharae
- Campanula kirikkoleensis
- Campanula kolakovskyi
- Campanula kolenatiana
- Campanula komarovii
- Campanula kotschyana
- Campanula koyuncui
- Campanula kremeri
- Campanula laciniata
- Mjölkklocka
- Campanula lamondiae
- Campanula lanata
- Campanula lasiocarpa
- Hässleklocka
- Campanula lavrensis
- Campanula lazica
- Campanula ledebouriana
- Campanula lehmanniana
- Campanula leucantha
- Campanula leucoclada
- Campanula leucosiphon
- Campanula lezgina
- Campanula lingulata
- Campanula longisepala
- Campanula longistyla
- Campanula lourica
- Campanula luristanica
- Campanula lusitanica
- Campanula lycica
- Campanula lyrata
- Campanula macrorhiza
- Campanula macrostachya
- Nätklocka
- Campanula mairei
- Campanula marcenoi
- Campanula marchesettii
- Campanula mardinensis
- Campanula massalskyi
- Campanula matritensis
- Mariaklocka
- Campanula mekongensis
- Campanula merxmuelleri
- Campanula micrantha
- Campanula microdonta
- Campanula mirabilis
- Campanula moesiaca
- Campanula mollis
- Campanula monodiana
- Campanula moravica
- Campanula morettiana
- Campanula munzurensis
- Campanula murrii
- Campanula myrtifolia
- Campanula nakaoi
- Campanula nisyria
- Campanula numidica
- Campanula nuristanica
- Gulklocka
- Campanula occidentalis
- Campanula odontosepala
- Campanula oligosperma
- Campanula olympica
- Campanula oreadum
- Campanula orphanidea
- Campanula ossetica
- Campanula pallida
- Campanula pamphylica
- Campanula pangea
- Campanula papillosa
- Campanula paradoxa
- Campanula parryi
- Ängsklocka
- Campanula pelia
- Campanula pelviformis
- Campanula pendula
- Campanula peregrina
- Campanula perpusilla
- Campanula persepolitana
- Stor blåklocka
- Campanula peshmenii
- Campanula petiolata
- Campanula petraea
- Campanula petrophila
- Campanula phrygia
- Campanula phyctidocalyx
- Campanula pichleri
- Campanula pinatzii
- Campanula pindicola
- Campanula pinnatifida
- Campanula piperi
- Campanula podocarpa
- Campanula pollinensis
- Campanula polyclada
- Campanula pontica
- Murklocka
- Stjärnklocka
- Campanula postii
- Campanula praesignis
- Campanula precatoria
- Campanula prenanthoides
- Campanula primulifolia
- Campanula propinqua
- Campanula pseudostenocodon
- Campanula psilostachya
- Campanula ptarmicifolia
- Campanula pterocaula
- Campanula pubicalyx
- Svartklocka
- Campanula pulvinaris
- Prickklocka
- Pyramidklocka
- Campanula pyrenaica
- Campanula quercetorum
- Campanula raddeana
- Campanula radicosa
- Campanula radula
- Greveklocka
- Spegelklocka (C. ramosissima)
- Knölklocka
- Rapunkelklocka
- Campanula rashtiana
- Campanula raveyi
- Campanula reatina
- Campanula rechingeri
- Campanula reiseri
- Campanula retrorsa
- Campanula reuteriana
- Campanula reverchonii
- Campanula rhodensis
- Styvklocka
- Campanula rimarum
- Campanula robertsonii
- Campanula robinsiae
- Campanula romanica
- Campanula rosmarinifolia
- Liten blåklocka (C. rotundifolia rotundifolia)
- Campanula rumeliana
- Campanula rupestris
- Campanula rupicola
- Campanula ruscinonensis
- Campanula sabatia
- Campanula samothracica
- Ryssklocka
- Campanula sartorii
- Campanula sauvagei
- Campanula saxatilis
- Campanula saxifraga
- Campanula saxifragoides
- Campanula saxonorum
- Campanula scabrella
- Campanula scheuchzeri
- Campanula schimaniana
- Campanula sciathia
- Campanula sclerophylla
- Campanula sclerotricha
- Campanula scoparia
- Campanula scopelia
- Campanula scouleri
- Campanula scutellata
- Campanula segusina
- Campanula semisecta
- Campanula seraglio
- Campanula serhouchenensis
- Campanula serrata
- Campanula sharsmithiae
- Campanula shetleri
- Campanula sibirica
- Campanula sidoniensis
- Campanula simulans
- Campanula sivasica
- Campanula songutica
- Campanula sorgerae
- Campanula sparsa
- Campanula spatulata
- Campanula speciosa
- Campanula specularioides
- Campanula spicata
- Campanula spryginii
- Campanula staintonii
- Campanula stellaris
- Campanula stenocarpa
- Campanula stenocodon
- Campanula stenosiphon
- Campanula stevenii
- Campanula stricta
- Campanula strigillosa
- Campanula strigosa
- Campanula suanetica
- Campanula sulaimanii
- Campanula sulphurea
- Campanula sylvatica
- Koreaklocka
- Campanula tanfanii
- Campanula tatrae
- Campanula telephioides
- Campanula telmessi
- Campanula tenuissima
- Campanula teucrioides
- Svavelklocka
- Campanula tokurii
- Campanula tomentosa
- Violklocka
- Campanula topaliana
- Nässelklocka
- Campanula trachyphylla
- Campanula transsilvanica
- Campanula transtagana
- Campanula trichocalycina
- Campanula trichopoda
- Campanula tridentata
- Campanula tristis
- Campanula troegerae
- Campanula trojanensis
- Campanula truedingeri
- Campanula tschuktschorum
- Campanula tubulosa
- Campanula tymphaea
- Fjällklocka
- Campanula uyemurae
- Campanula vaillantii
- Campanula waldsteiniana
- Campanula wanneri
- Campanula vardariana
- Campanula wattiana
- Campanula velata
- Campanula velebitica
- Campanula veneris
- Campanula versicolor
- Campanula wilkinsiana
- Campanula willkommii
- Campanula witasekiana
- Campanula xylocarpa
- Campanula yaltirikii
- Campanula yildirimlii
- Campanula yunnanensis
- Campanula zangezura

## Bildgalleri

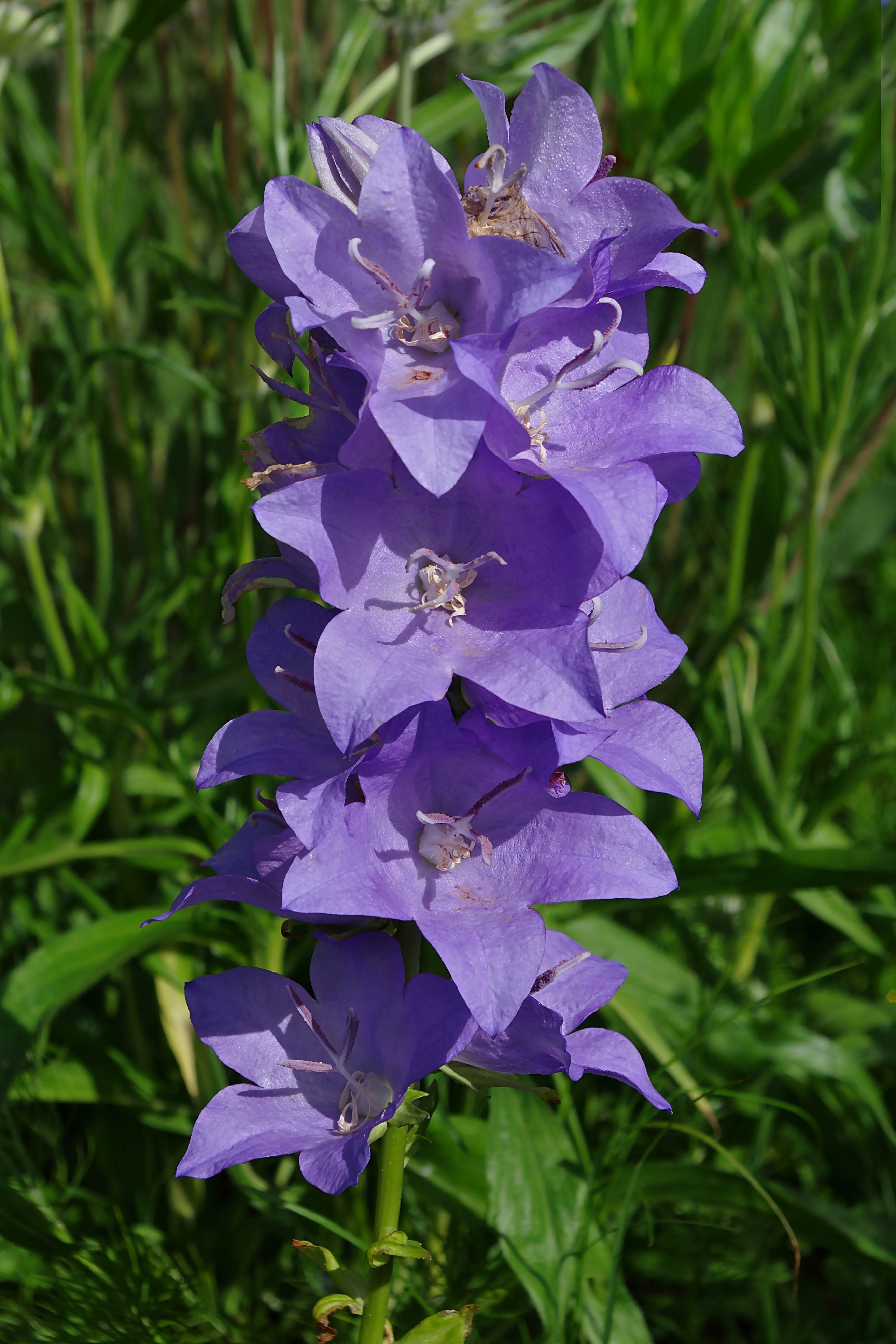
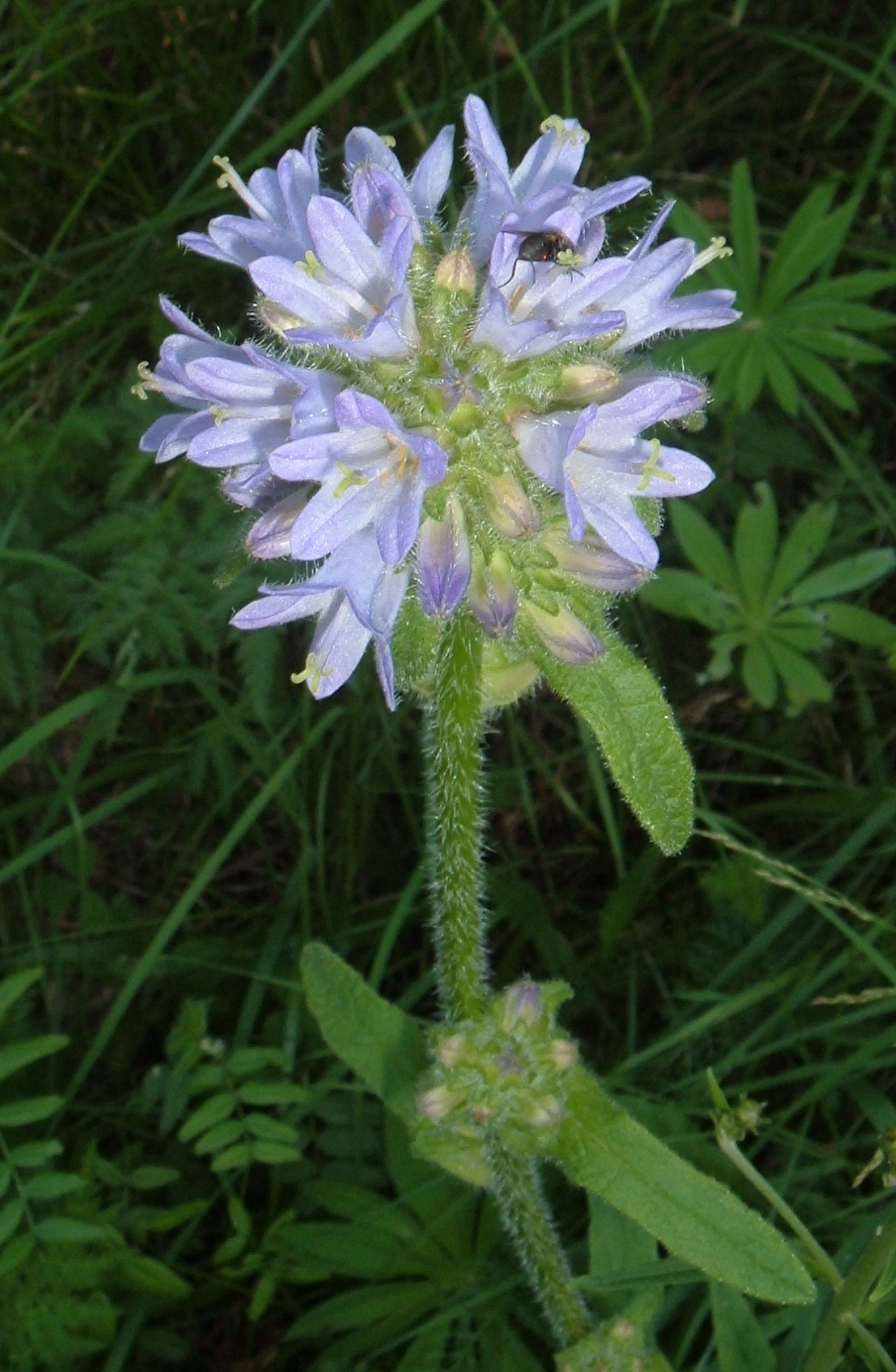

## Bygdemål
| Namn        | Trakt   | Ref.  | Kommentar                                |
| ----------- | ------- | ----- | ---------------------------------------- |
| Kattklockor | Finland | [ 4 ] | Gäller vilken art som helst inom släktet |